# 刘江东
刘江东（1971年11月—），台湾台中人，汉族，台湾民主自治同盟盟员。中华人民共和国政治人物、第十三届全国人民代表大会湖北省代表。

## 生平
2018年，刘江东被选为湖北省出席第十三届全国人民代表大会代表。